# Paulo Moreira
Paulo Daniel Valente Moreira (Marco de Canaveses, 17 febbraio 2000) è un calciatore portoghese, centrocampista dell'Estrela Amadora.

## Carriera
Ha iniziato la carriera giocando per alcuni anni tra la seconda e la quarta divisione portoghese con le maglie di Águeda, Varzim, Castelo Branco e Felgueiras 1932.
Nel 2024 è stato acquistato dall'Estrela Amadora ed il 21 settembre ha debuttato in Primeira Liga nell'incontro perso 1-0 contro il Santa Clara.

## Statistiche

### Presenze e reti nei club
Statistiche aggiornate al 27 ottobre 2024
| Stagione        | Squadra         | Campionato      | Campionato | Campionato | Coppe nazionali | Coppe nazionali | Coppe nazionali | Coppe continentali | Coppe continentali | Coppe continentali | Altre coppe | Altre coppe | Altre coppe | Totale | Totale | Totale |
| Stagione        | Squadra         | Comp            | Pres       | Reti       | Comp            | Pres            | Reti            | Comp               | Pres               | Reti               | Comp        | Pres        | Reti        | Pres   | Reti   |        |
| --------------- | --------------- | --------------- | ---------- | ---------- | --------------- | --------------- | --------------- | ------------------ | ------------------ | ------------------ | ----------- | ----------- | ----------- | ------ | ------ | ------ |
| 2019-2020       | Águeda          | CP              | 22         | 1          | CP              | 0               | 0               | -                  | -                  | -                  | -           | -           | -           | 22     | 1      |        |
| 2020-gen. 2021  | Varzim          | LdH             | 1          | 0          | CP              | 0               | 0               | -                  | -                  | -                  | -           | -           | -           | 1      | 0      |        |
| gen.-giu. 2021  | Castelo Branco  | CP              | 11         | 0          | CP              | 0               | 0               | -                  | -                  | -                  | -           | -           | -           | 11     | 0      |        |
| 2021-2022       | Felgueiras 1932 | TL              | 26         | 1          | CP              | 1               | 0               | -                  | -                  | -                  | -           | -           | -           | 27     | 1      |        |
| 2022-2023       | Varzim          | TL              | 22         | 0          | CP              | 3               | 0               | -                  | -                  | -                  | -           | -           | -           | 25     | 0      |        |
| 2023-2024       | Varzim          | TL              | 24         | 4          | CP+CdL          | 1+0             | -               | -                  | -                  | -                  | -           | -           | 25          | 4      |        |        |
| 2024-2025       | Estrela Amadora | PL              | 4          | 0          | CP+CdL          | 1+0             | 0               | -                  | -                  | -                  | -           | -           | -           | 4      | 0      |        |
| Totale carriera | Totale carriera | Totale carriera | 110        | 6          |                 | 5               | 0               |                    | -                  | -                  |             | -           | -           | 115    | 6      |        |